# Kalety
Kalety [kaˈlɛtɨ] (deutsch Kalet, 1939–1945 Stahlhammer) ist eine Stadt mit 8.700 Einwohnern in Polen. Sie liegt 25 km nordwestlich von Tarnowskie Góry (Tarnowitz) an der Malapane und gehört dem Powiat Tarnogórski, Woiwodschaft Schlesien an.

## Geschichte
Kalety wurde 1365 gegründet. Zu diesem Zeitpunkt wurde in dem Ort an der Malapane der erste Eisenhammer betrieben, der Ort ist einer der ältesten Hüttenstandorte in Oberschlesien.
Nachdem Schlesien 1742 preußisch geworden war, erfolgte eine Modernisierung des Berg- und Hüttenwesens. Einer der Pioniere dabei war der böhmische Hüttenmeister Johann Friedrich Koulhaas. Koulhaas hatte im Nachbarort Kutschau (Kuczów) bereits Versuche zur Herstellung von Koks zur Hochofenbefeuerung aus oberschlesischer Steinkohle angestellt. 1777 ließ er auf Kutschauer Flur das erste Frischfeuer zur Stahlproduktion in Oberschlesien errichten. 1789 gelang Koulhaas in seinem Stahlhammer die Raffination von Stahl mit Steinkohle. Um die Hütte siedelten sich Betriebe zur Herstellung von Stahlwaren an und die Werkssiedlung Kolonie Stahlhammer entstand.
In der Mitte des 19. Jahrhunderts verlagerte sich der Schwerpunkt der Stahlproduktion in das Steinkohlerevier, so dass die Bedeutung von Kalet und des Stahlhammers zurückging.
Neuer Schwerpunkt wurde die holzverarbeitende Industrie. Guido von Henckel-Donnersmarck, in dessen Besitz sich die ausgedehnten Wälder an der Malapane befanden, ließ 1870 die Hütte zum Sägewerk umbauen und zwischen 1882 und 1884 eine Zellulosefabrik errichten, zu der wenig später noch eine Papierfabrik hinzukam.
Kalet wurde 1848 an das Eisenbahnnetz angeschlossen. Zu der Verbindung nach Lublinitz sowie Tarnowitz und Beuthen kam 1926 noch die Fernverbindung zwischen Katowice und Gdingen hinzu. Der Ort wuchs zu einer Industriegemeinde.
Der Ort lag in dem Teil des Landkreises Lublinitz, der 1922 zu Polen kam.
Im Jahre 1933 wurden Kutschau (Kuczów), Jendryssek (Jedrysek), Truschütz (Truszczyce) und Drahthammer (Drutarnia) eingemeindet. Zwischen 1939 und 1945 war der Ort von Deutschland besetzt.
Am 26. Oktober 1939 wurde der Name der Kolonie Stahlhammer zum Namen der Gemeinde.
Nach dem Zweiten Weltkrieg wurde Stahlhammer polnisch und erhielt den Ortsnamen Kalety. Seit 1951 ist Kalety eine Stadt. Über drei Viertel des 52 km² umfassenden Stadtgebietes sind Wälder.
Industrieller Schwerpunkt war auch nach dem Krieg die Papier- und Zelluloseproduktion. 1968 beschäftigte das Werk 1800 Arbeiter, 1930 waren es die Hälfte. Inzwischen ist die Papierfabrik geschlossen.

## Einwohnerentwicklung
| Jahr      | 1905 | 1910 | 1930 | 1961 | 1970 | 2007 |
| --------- | ---- | ---- | ---- | ---- | ---- | ---- |
| Einwohner | 453  | 1528 | 1780 | 6760 | 7403 | 8682 |

## Städtepartnerschaften
- Vítkov, Tschechien

## Gmina
Die Stadtgemeinde (gmina miejska) Kalety umfasst 76,68 km². Dazu gehören die Ortschaften Drutarnia (Drahthammer), Kalety (Kalet) und Kuczów (Kutschau).